# Nepa
La Nepa (in russo Непа?) è un fiume della Russia siberiana centrale (Oblast' di Irkutsk), affluente di sinistra della Tunguska Inferiore.
Nasce dal versante orientale delle alture dell'Angara, scorrendo in una valle piuttosto profonda, dapprima con direzione orientale; piega successivamente verso nord-nordovest e, all'altezza dell'insediamento di Ika, prende direzione nuovamente orientale. Sfocia nell'alto corso della Tunguska Inferiore nei pressi del piccolo insediamento omonimo.
La Nepa resta gelata, mediamente, dai primi di ottobre a fine maggio; non incontra, nel suo corso, centri urbani di rilievo.